# کپور آفریقایی
کپور آفریقایی (نام علمی: Labeo coubie) نام یک گونه از تیره کپورماهیان است.